# Milioú
Milioú (grec moderne : Μηλιού) est un village chypriote situé dans le district de Paphos et comptant 89 habitants.